# Miasta w Korei Południowej
Według danych oficjalnych pochodzących z 2010 roku Korea Południowa posiadała ponad 80 miast o ludności przekraczającej 40 tys. mieszkańców. Stolica kraju Seul jako jedyne miasto liczyło ponad 5 milionów mieszkańców; 8 miast z ludnością 1÷5 mln.; 11 miast z ludnością 500÷1000 tys.; 48 miast z ludnością 100÷500 tys.; 15 miast z ludnością 50÷100 tys. oraz reszta miast poniżej 50 tys. mieszkańców.

## Największe miasta w Korei Południowej
Największe miasta w Korei Południowej według liczebności mieszkańców (stan na 01.11.2010):
| L.p. | Miasto                | Prowincja             | Liczba ludności |
| ---- | --------------------- | --------------------- | --------------- |
| 1.   | Seul (서울, 서울)     | miasto specjalne Seul | 9 794 304       |
| 2.   | Pusan (부산, 釜山)    | metropolia Pusan      | 3 414 950       |
| 3.   | Inczon (인천, 仁川)   | metropolia Inczon     | 2 662 509       |
| 4.   | Daegu (대구, 大邱)    | metropolia Daegu      | 2 446 418       |
| 5.   | Daejeon (대전, 大田)  | metropolia Daejeon    | 1 501 859       |
| 6.   | Gwangju (광주, 光州)  | metropolia Gwangju    | 1 475 745       |
| 7.   | Ulsan (울산, 蔚山)    | metropolia Ulsan      | 1 082 567       |
| 8.   | Suwon (수원, 水原)    | Gyeonggi              | 1 071 913       |
| 9.   | Changwon (창원, 昌原) | Gyeongsang Południowy | 1 058 021       |
| 10.  | Seongnam (성남, 城南) | Gyeonggi              | 949 964         |

## Alfabetyczna lista miast w Korei Południowej
(w nawiasie nazwa oryginalna w języku koreańskim w zapisie hangul i hancha, czcionką pogrubioną wydzielono miasta powyżej 1 mln)
- Andong (안동, 安東)
- Ansan (안산, 安山)
- Anseong (안성, 安城)
- Anyang (안양, 安養)
- Asan (아산, 牙山)
- Boryeong (보령, 保寧)
- Bucheon (부천, 富川)
- Changwon (창원, 昌原)
- Cheonan (천안, 天安)
- Cheongju (청주, 淸州)
- Chuncheon (춘천, 春川)
- Chungju (충주, 忠州)
- Czedżu (제주, 濟州)
- Daegu (대구, 大邱)
- Daejeon (대전, 大田)
- Dangjin (당진, 唐津)
- Dongducheon (동두천, 東豆川)
- Donghae (동해, 東海)
- Gangneung (강릉, 江陵)
- Geoje (거제, 巨濟)
- Gimcheon (김천, 金泉)
- Gimhae (김해, 金海)
- Gimje (김제, 金堤)
- Gimpo (김포, 金浦)
- Gongju (공주, 公州)
- Goyang (고양, 高陽)
- Gumi (구미, 龜尾)
- Gunpo (군포, 軍浦)
- Gunsan (군산, 群山)
- Guri (구리, 九里)
- Gwacheon (과천, 果川)
- Gwangju (광주, 光州)
- Gwangju (광주, 廣州)
- Gwangmyeong (광명, 光明)
- Gwangyang (광양, 光陽)
- Gyeongju (경주, 慶州)
- Gyeongsan (경산, 慶山)
- Gyeryong (계룡, 鷄龍)
- Hanam (하남, 河南)
- Hwaseong (화성, 華城)
- Icheon (이천, 利川)
- Iksan (익산, 益山)
- Inczon (인천, 仁川)
- Jecheon (제천, 堤川)
- Jeongeup (정읍, 井邑)
- Jeonju (전주, 全州)
- Jinju (진주, 晋州)
- Naju (나주, 羅州)
- Namyangju (남양주, 南楊州)
- Namwon (남원, 南原)
- Nonsan (논산, 論山)
- Miryang (밀양, 密陽)
- Mokpo (목포, 木浦)
- Mungyeong (문경, 聞慶)
- Osan (오산, 烏山)
- Paju (파주, 坡州)
- Pocheon (포천, 抱川)
- Pohang (포항, 浦項)
- Pusan (부산, 釜山)
- Pyeongtaek (평택, 平澤)
- Sacheon (사천, 泗川)
- Sangju (상주, 尙州)
- Samcheok (삼척, 三陟)
- Sedżong (세종, 世宗)
- Seogwipo (서귀포, 西歸浦)
- Seongnam (성남, 城南)
- Seosan (서산, 瑞山)
- Seul (서울, 서울)
- Siheung (시흥, 始興)
- Sokcho (속초, 束草)
- Suncheon (순천, 順天)
- Suwon (수원, 水原)
- Taebaek (태백, 太白)
- Tongyeong (통영, 統營)
- Uijeongbu (의정부, 議政府)
- Uiwang (의왕, 儀旺)
- Ulsan (울산, 蔚山)
- Wonju (원주, 原州)
- Yangju (양주, 楊州)
- Yangsan (양산, 梁山)
- Yeongcheon (영천, 永川)
- Yeongju (영주, 榮州)
- Yeosu (여수, 麗水)
- Yongin (용인, 龍仁)